# The Boys of the Lough
The Boys of the Lough is een bekende Keltische groep die al reeds sedert 1967 bestaat.

## Geschiedenis
Het begon met het trio Cathal McConnell, Tommy Gunn uit Fermanagh, Robin Morton uit Portadown. Tezelfdertijd trad de violist uit Shetland Aly Bain op met Mike Whelans en zij kwamen het eerstgenoemde trio tegen op het Falkirk-folkfestival. Ze besloten in 1971 The boys of the Lough te beginnen. In 1972 verving Dick Gaughan Mike Whelans. Dick werd in 1973 weer vervangen door Dave Richardson uit Northumberland. Robin Morton vertrok 1979 en werd vervangen door de broer van Dave, Tich Richardson. Tich kwam in 1983 om het leven bij een auto-ongeluk.
In 2005 was de bezetting van de band:
- Cathal McConnell - fluit, tinwhistle, zang
- Dave Richardson - mandoline, citer, Engelse concertina, button-accordion
- Brendan Begley - accordeon, melodeon, zang
- Malcolm Stitt - gitaar, bouzouki
- Kevin Henderson - Shetland fiddle

## Discografie
- 1972 - The Boys of the Lough
- 1973 - Second Album
- 1975 - Live at Passim's
- 1976 - Lochaber No More
- 1976 - The Piper's Broken Finger
- 1977 - Good Friends-Good Music
- 1978 - Wish You Were Here
- 1980 - Regrouped
- 1981 - In the Tradition
- 1983 - Open Road
- 1985 - To Welcome Paddy Home
- 1986 - Far from Home
- 1987 - Farewell and Remember Me
- 1988 - Sweet Rural Shade
- 1991 - Finn McCoul
- 1992 - Live at Carnegie Hall
- 1992 - The Fair Hills of Ireland
- 1994 - The Day Dawn
- 1999 - Midwinter Night's Dream
- 2002 - Lonesome Blues and dancing shoes
- 2005 - Twenty

Cathal McConnell and Robin Morton:
- 1969 An Irish Jubilee

Soloalbums:
- Aly Bain
- Aly Bain Meets the Cajuns
- Cathal McConnell
- The Shetland Sessions Vol 1
- The Shetland Sessions Vol 2
- Down Home Vol. 1
- Down Home Vol. 2